# Jean-Charles Aschero
Jean-Charles Aschero, né le 27 juin 1945 à Enghien-les-Bains et mort le 4 avril 2018 à Paris, est un animateur de radio français. Il a travaillé sur France Inter de 1976 à 1996.

## Biographie
Jean-Charles Aschero est né le 27 juin 1945 à Enghien-les-Bains et mort le 4 avril 2018 dans le 12e arrondissement de Paris,.
À l'âge de treize ans, il entre à l'usine, puis est tour à tour groom, concierge d'hôtel, représentant de commerce, entre autres.
Passionné depuis toujours par la radio, il se décide un jour à adresser une maquette d’émission à Europe1, France Inter et RTL. Les trois directeurs de ces stations le convoquent alors et lui font des propositions. C’est la radio du service public qu’il choisit. Il entre alors à France-Inter en 1975. Le 11 janvier 1976, débute l'émission Les Choses de la nuit (entre minuit et 5 heures du matin) dans laquelle il crée de très nombreux concepts. L'émission perdure durant vingt ans jusqu'au 1er juillet 1996. Son audience médiamétrie, signalée par Télérama en 1988, « JCA champion toutes catégories », indique que son émission est largement en tête sur toutes les radios confondues (de 1 à 5), avec des chiffres supérieurs à certaines émissions diffusées l'après-midi sur France Inter.
Joker d’émissions produites et animées par ses confrères absents du fait des maladies ou des vacances, il a, en 21 ans, assuré tous les horaires, matin, après-midi, soirée, tous les jours de la semaine. Ses auditeurs ont gardé le souvenir de son émission « d'une grande sensibilité, faite de beaucoup de tendresse et de l'intelligence de la vie comme elle est ». Pour avoir animé durant de nombreuses années une émission de la nuit hertzienne, il a été confronté d’une part à une vie privée sacrifiée et d’autre part à un manque de considération de la part de la direction : il explique que ses directeurs essayaient de le convaincre d’arrêter l’animation de son émission de radio en direct la nuit et lui conseillaient : « On ne te demande pas de faire tout ça la nuit. Tu pourrais te contenter de passer des disques ».
Jean-Charles Aschero a ensuite créé une galerie d'art international du verre, dans le Marais à Paris,.

## Publications
L'émission est aussi l'écrin d'une pépite radiophonique : Les Enquêtes du commissaire Joubert :des histoires écrites par Jean-Charles Aschero lui-même, inspirées de ses promenades dans les rues de la Capitale. Il écrit ainsi 545 nouvelles policières qu'il lit lui-même. Les textes, encensés par les critiques, font l'objet d'une publication de 26 livres, renfermant plusieurs histoires, publiées aux éditions Fleuve noir entre 1986-1989, dans la collection France-Inter créée pour l'occasion ; 5 autres livres sont édités chez Buchet-Chastel entre 1992-1995 :
- Série du commissaire Joubert
  - À tue et à trois (T-19), 1989, éditions Fleuve Noir
  - Béa, triste (T-18)(Éd. Fleuve Noir - 1988)
  - Chaleurs (T-20)(Éd. Fleuve Noir - 1989)
  - Délit de fuite (T-17)(Éd. Fleuve Noir - 1988)
  - Déserteur (T-11)(Éd. Fleuve Noir - 1987)
  - Deuil de veuf (T-12)(Éd. Fleuve Noir - 1987)
  - Folies (T-9)(Éd. Fleuve Noir - 1987)
  - Fonds de miroirs (T-15)(Éd. Fleuve Noir - 1988)
  - L'étreinte (T-4)(Éd. Fleuve Noir - 1986)
  - L'unique témoin (T-7)(Éd. Fleuve Noir - 1986)
  - La fille qui avait du cran (T-1)(Éd. Fleuve Noir - 1985)
  - Le champion (T-2)(Éd. Fleuve Noir - 1986)
  - Plus que tout au monde (T-8)(Éd. Fleuve Noir - 1987)
  - Porte-bonheur (T-6)(Éd. Fleuve Noir - 1986)
  - Poudreuse (T-13)(Éd. Fleuve Noir - 1987)
  - Pulsions mortelles (T-16)(Éd. Fleuve Noir - 1988)
  - Rendez-vous (T-10)(Éd. Fleuve Noir - 1987)
  - Soupçons (Éd. Buchet-Chastel - 1995)
  - Tilt  (T-22)(Éd. Fleuve Noir - 1989)
  - Voiture 6, compartiment 10 (T-5)(Éd. Fleuve Noir - 1986)
- Autres titres
  - Cavale
  - Fée d'hiver
  - Grande et belle
  - L'Archange (T-21)
  - Le gang des cafouilleux
  - Les enfants qui s'aiment (T-14)
  - Les larmes du crime (T-3)
  - Scoops